# Javier Giraldo
Javier Giraldo Moreno, S.J. (1944) es un sacerdote católico jesuita colombiano. Defensor de derechos humanos e investigador. Licenciado en Filosofía y Magíster en Teología de la Pontificia Universidad  Javeriana de Bogotá, con especialización en análisis Regional y Equipamiento del Espacio de la Universidad de París I.

## Biografía
Realiza sus estudios en Bogotá y en París. Desde sus comienzos como cura en un barrio pobre de Bogotá, se interesa en la defensa de los derechos humanos y con influencias del pensamiento de Camilo Torres Restrepo.  Trabajo con el Centro de Investigación y Educación Popular (Cinep).Funda en 1988 la Comisión Intercongregacional de Justicia y Paz, integrada por 45 congregaciones religiosas católicas. Fue secretario por América Latina del Tribunal Permanente de los Pueblos durante la sesión sobre Impunidad y Crímenes contra la Humanidad en América Latina, de 1989 a 1991. Publicó además tres libros relatando casos de impunidad en Colombia. En 1994 recibió el Premio Internacional,Asociación de Derechos Humanos de España. En 1997 recibió el Premio John Humphrey a la Libertad, en reconocimiento por su lucha en pro de los derechos humanos. En 2004 recibió el  III Premio Juan María Bandrés a la Defensa del Derecho de Asilo otorgado por la Comisión Española de Ayuda al Refugiado CEAR y la Fundación CEAR.
Fue muy crítico de los acuerdos de paz redactados en la Ley de Justicia y Paz, probando en varias ocasiones el vínculo entre las organizaciones paramilitares, las fuerzas armadas y el Gobierno colombiano. Ha sido un acérrimo defensor de los líderes  populares de regiones periféricas colombianas como los municipios de Cajamarca (Tolima), Marmato (Caldas), y las poblaciones aledañas a la Represa del Quimbo (Huila), y al Páramo de Santurbán (Santander) y el puerto de Buenaventura (Valle del Cauca) . 
Fue exiliado en Estados Unidos y Holanda. Fue miembro de la Comisión Histórica sobre el origen del Conflicto y sus Víctimas (CHCV), por parte de la Mesa de Conversaciones de La Habana.

## Obras
- La reivindicación urbana (1987).Centro de Investigación y Educación Popular[11]
- Colombia The Genocidal Democracy (1996). ISBN 1567510876
- Búsqueda de verdad y justicia: seis experiencias en posconflicto (2004). Centro de Investigación y Educación Popular[12]
- Derechos humanos y cristianismo: Trasfondos de un conflicto (2008) ISBN 8498491940
- Fusil o toga: toga y fusil. (2010). ISBN 9587520076
- Con Iván Cepeda Víctor Carranza, Alias el Patrón.(2012). Bogotá Penguin Random House Grupo Editorial Colombia.ISBN 9588613728